# Ilija Lupulesku
Ilija Lupulesku (ur. 30 października 1967 w Uzdinie) – serbski tenisista stołowy, reprezentujący Jugosławię, a od 2004 Stany Zjednoczone, wicemistrz olimpijski z Seulu, dwukrotny medalista mistrzostw świata, dziesięciokrotny medalista mistrzostw Europy. Trzykrotnie był mistrzem Europy: dwukrotnie w mikście (z Jasną Fazlić, z którą był też w latach 1992-97 w związku małżeńskim i Otilią Bădescu) i raz w deblu Zoranem Primoracem, z którym tworzył eksportowy duet. Pięciokrotnie zagrał w igrzyskach olimpijskich (czterokrotnie w barwach Jugosławii i jeden raz reprezentując USA). Był zawodnikiem leworęcznym.

## Najważniejsze osiągnięcia
- Srebrny medalista igrzysk olimpijskich w Seulu (1988) w grze podwójnej w parze z Zoranem Primoracem
- Srebrny medalista Mistrzostw Świata w grze podwójnej w parze z Zoranem Primoracem w 1987
- Srebrny medalista Mistrzostw Świata drużynowo w 1991
- Mistrz Europy w grze mieszanej w parze z Jasną Fazlić w 1988
- Mistrz Europy w grze mieszanej w parze z Otilią Bădescu w 1998
- Mistrz Europy w grze podwójnej w parze z Zoranem Primoracem w 1990
- 4-krotny medalista Mistrzostw Europy Juniorów